# Віднесені вітром (фільм)
«Віднесені вітром» або «Звіяні вітром» (англ. Gone with the Wind) — американська епічна мелодрама 1939 року.
Екранізація однойменного роману американської письменниці Марґарет Мітчелл.
Режисер — Віктор Флемінг.
У головних ролях — Кларк Гейбл, Вів'єн Лі, Леслі Говард.
На 1 березня 2024 року фільм займав 164-ту позицію у списку 250 кращих фільмів за версією IMDb.
Створення фільму було складним від початку. Знімання відклали на два роки через бажання Сельцника взяти Гейбла на роль Ретта Батлера, а також «пошуки Скарлетт», на роль якої було відібрано одну з понад 1400 актрис. Оригінальний сценарій написав Сідні Говард, та він зазнав багатьох перероблення від кількох письменників з метою скорочення до належного розміру. Першого режисера, Джорджа К'юкора звільнили незадовго після початку знімання та замінили на Флемінга, якого своєю чергою теж тимчасово підміняв Сем Вуд, оскільки Флемінг узяв відпочинок через вигорання.
Фільм отримав схвальні відгуки ще до свого виходу у грудні 1939, хоча деяким критикам він видався задовгим. Акторський склад отримав визнання, і деяким оглядачам особливо сподобалась Вів'єн Лі в образі Скарлетт. На 12-й церемонії вручення нагород «Оскар» фільм отримав 10 премій (дві почесні) з 13 номінацій, включаючи такі, як Найкращий фільм, Найкращий режисер (Флемінг), Найкращий адаптований сценарій (посмертно нагороджено Сідні Говарда), Найкраща жіноча роль (Лі), Найкраща жіноча роль другого плану (Гетті Мак-Денієл, що робить її першою афроамериканкою, яка виграла Оскар). Картина у свій час встановила рекорд як за кількістю номінацій, так і за кількістю нагород.

## Сюжет
На тлі громадянської війни в США розгортаються складні особисті стосунки між мешканкою Півдня Скарлетт О'Гара та Ретом Батлером.

## У ролях
| Актор              | Роль                              |
| ------------------ | --------------------------------- |
| Вів'єн Лі          | Скарлетт О'Гара                   |
| Кларк Гейбл        | Ретт Батлер                       |
| Леслі Говард       | Ешлі Вілкс                        |
| Олівія де Гевіленд | Мелані Гамільтон-Вілкс            |
| Томас Мітчелл      | Джеральд О'Гара                   |
| Барбара О'Ніл      | Еллін О'Гара                      |
| Евелін Кейс        | Сью-Елен О'Гара                   |
| Енн Разерфорд      | Керрін О'Гара                     |
| Джейн Дарвелл      | місіс Доллі Меррівезер            |
| Джордж Рівз        | Стюарт Тарлтон                    |
| Фред Крейн         | Брент Тарлтон                     |
| Гетті Мак-Денієл   | Ненька (Маммі)                    |
| Оскар Полк         | Порк                              |
| Баттерфляй Макквін | Пріссі                            |
| Ренд Брукс         | Чарльз Гамільтон                  |
| Керрол Най         | Френк Кенеді                      |
| Лора Гоуп Крюз     | міс Піттіпет Гамільтон            |
| Алісія Ретт        | Індія Вілкс                       |
| Мікі Кун           | Бо Вілкс                          |
| Філліс Дуглас      | Бонні Блу Батлер у віці 2-х років |
| Каммі Кінг         | Бонні Блу Батлер у віці 4-х років |
| Она Мансон         | Бель Вотлінг                      |
| Віктор Джорі       | Джонас Вілкерсон                  |
| Говард Хікман      | Джон Вілкс                        |
| Ізабел Джуелл      | Еммі Слеттері                     |
| Мері Адерсон       | Мейбл Меррівезер                  |
| Леона Робертс      | місіс Мід                         |
| Гаррі Девенпорт    | доктор Мід                        |
| Марселла Мартін    | Кетлін Калверт                    |
| Маргарет Манн      | сестра в госпіталі                |
| Ерік Лінден        | солдат з ампутованими кінцівками  |